# 尼科爾茨敏達主教座堂

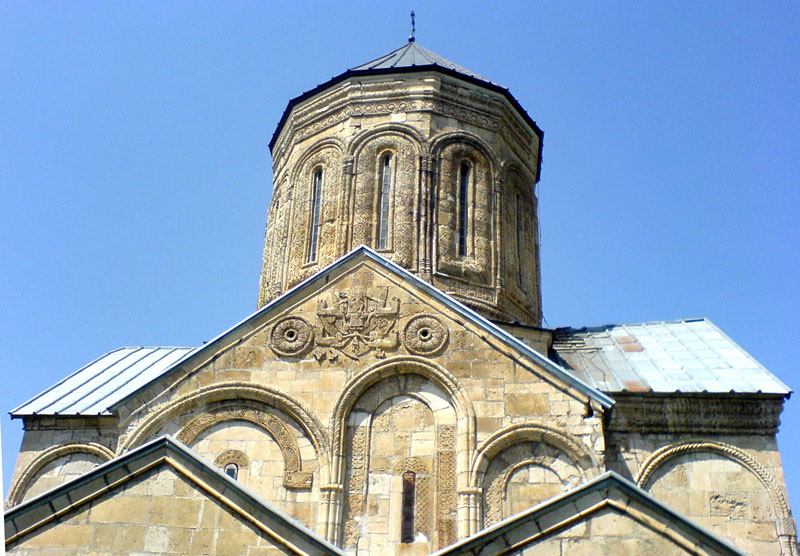
尼科爾茨敏達主教座堂

尼科爾茨敏達主教座堂是位於喬治亞城鎮尼科爾茨敏達的一座喬治亞正教會的主教座堂。尼科爾茨敏達主教座堂修建於1010年至1014年，在1634年期間得到修繕。教堂附近的鐘樓修建於19世紀中期。教堂內的壁畫繪畫於17世紀。